# Serhii Makhno
Serhii Makhno  (Kiev, 21 de maio de 1981) é um arquiteto, designer e artista ucraniano. Ele é o fundador do Makhno Studio.
Seus designs foram exibidos no Salone del Mobile em Milão, Paris Design Week, Dutch Design Week, Galerie 5 em Singapura, Gallery G-77 em Quioto, e na Les Ateliers Courbet Gallery em Nova York.
Serhii Makhno é membro do júri dos Dezeen Awards, International Architecture & Design Awards, Architecture MasterPrize, entre outros.

## Vida e educação
Serhii Makhno nasceu em 21 de maio de 1981, em Kiev, em uma família de trabalhadores. Ele tem dois irmãos mais novos. Formou-se na Universidade Nacional de Construção e Arquitetura de Kiev com um diploma em Design do Ambiente Arquitetônico.

## Carreira
Após se formar em 2003, Serhii Makhno fundou a Makhno Studio, uma empresa multidisciplinar de arquitetura, design de interiores e design de produtos.

### Arquitetura e Design
O estúdio trabalha em um estilo que combina autenticidade ucraniana, arte contemporânea, naturalidade e futurismo.
Um dos principais princípios do estúdio é combinar elementos clássicos com ideias modernas, utilizando artes e técnicas tradicionais, mas em um novo contexto.
Durante este período, a Makhno Studio ganhou prêmios globais de arquitetura, como The Architecture MasterPrize, IIDA Awards, Restaurant & Bar Design Awards, SBID Awards, entre outros. Em particular, o projeto Shkrub venceu simultaneamente vários prêmios de arquitetura prestigiados em 2020 e 2021.

### Arte
Junto com o estúdio de arquitetura e design, há uma oficina de cerâmica. Em seus projetos, o trabalho de Makhno incorpora a estética e o conceito japonês de wabi-sabi.
Serhii Makhno e sua equipe criam móveis, luminárias, azulejos e decorações. Em 2017, ele recebeu o prêmio internacional Red Dot Design Award por seus azulejos de cerâmica, e em 2024 – por blocos inovadores feitos de argila "viva". Além disso, em 2021, a luminária cerâmica Khmara recebeu o Grand Prix no Big See Interior Design Awards e um prêmio do Interior Design Magazine Awards.
Em 2017, o estúdio apresentou o projeto "Transformação. Silêncio" na Paris Design Week e no mesmo ano na Dutch Design Week em Eindhoven, Holanda. Em janeiro de 2019, o estúdio participou do Maison&Objet como parte do estande coletivo ucraniano com o projeto "Ukrsavana".
Em 2019, Serhii e seu estúdio apresentaram o projeto "Inside. Out" em seu estande de 100 metros no iSaloni.Salone del Mobile.Milano. Euroluce. A composição de móveis e luminárias de cerâmica foi considerada uma das principais tendências da exposição, segundo o ArchDaily.
Em 2020, foi criada a Makhno Art Foundation para lançar uma nova onda de arte ucraniana.
Em 2022, ele lançou sua primeira coleção de arte cerâmica em NFT, Meta Dido. Os tokens digitais reimaginam uma série de esculturas zoomórficas de cerâmica criadas e lançadas em 2019 sob o nome "Dido".
Em novembro de 2023, a coleção de móveis e decoração em cerâmica artesanal Zemlya foi exibida na Les Ateliers Courbet em Nova York, EUA.
Em 2024, os objetos de arte do estúdio tornaram-se parte da exposição imersiva do espetáculo teatral Wayne Enterprises Experience, da Warner Bros. Discovery Global Consumer Products, DC, e Relevance International's Brand Experience & Partnerships, dedicado ao 35º aniversário da franquia Batman. A mansão recriada de Bruce Wayne apresentou itens do estúdio, criados especialmente para este evento.

### Exposições
- 2017 – Paris Design Week em Paris, França.[4]
- 2017 – Dutch Design Week em Eindhoven, Países Baixos.[5]
- 2019 – Maison&Objet em Paris, França.[31]
- 2019 – Salone del Mobile em Milão, Itália.[32]
- 2021 – Expo 2020 Dubai em Dubai, Emirados Árabes Unidos.[37]
- 2023 – Gallery G-77 em Quioto, Japão.[7]
- 2023 – Les Ateliers Courbet em Nova York, EUA.[35]
- 2024 – Galerie 5, International Day of Light em Singapura.[6]
- 2024 – Wayne Enterprises Experience em Nova York, EUA.[36]